# The Hello, I Must Be Going Tour
Die Hello, I Must Be Going! Tour war eine Konzerttournee des britischen Sängers und Schlagzeugers Phil Collins, die am 21. November 1982 in Den Haag begann und am 20. Februar 1983 in Washington, D.C. endete. Es war Collins’ erste Solo-Tournee.

## Hintergrund
Bei den Shows trat Collins mit einer achtköpfigen Begleit-Band („Phil Collins and the Fabulous Jacuzzis“) auf, zu der auch die Genesis-Tourmusiker Chester Thompson und Daryl Stuermer sowie die Phenix Horns gehörten.
Die Setlist der Konzerte beinhaltete hauptsächlich Songs von Collins’ bis dato erschienenen beiden Solo-Alben Face Value und Hello, I Must Be Going, als Zugaben wurden je ein Song von Brand X (...And So to F...) und den Impressions (People Get Ready) gespielt.
Das Konzert im Perkins Palace in Pasadena am 19. Dezember 1982 wurde mitgeschnitten und ein Jahr später als Kaufvideo (Phil Collins - Live at Perkins Palace) veröffentlicht. Weitere Aufnahmen der Tour erschienen 2016 auf den Deluxe Editions von Face Value und Hello, I Must Be Going!

## Setlist
1. I Don’t Care Anymore
2. Thunder and Lightning
3. I Cannot Believe It’s True
4. This Must Be Love
5. Thru These Walls
6. I Missed Again
7. Behind the Lines
8. You Know What I Mean
9. The Roof Is Leaking
10. Don’t Let Him Steal Your Heart Away
11. The West Side
12. If Leaving Me Is Easy
13. In the Air Tonight
14. Like China
15. You Can’t Hurry Love
16. It Don’t Matter to Me
17. Hand in Hand
18. ...And So to F...
19. People Get Ready

## Tourdaten
| Nr.                 | Datum             | Stadt             | Land               | Veranstaltungsort                | Anmerkungen    |
| Leg 1 – Europa      | Leg 1 – Europa    | Leg 1 – Europa    | Leg 1 – Europa     | Leg 1 – Europa                   | Leg 1 – Europa |
| ------------------- | ----------------- | ----------------- | ------------------ | -------------------------------- | -------------- |
| 1                   | 21. November 1982 | Den Haag          | Niederlande        | Congresgebouw                    | 2 shows        |
| 2                   | 21. November 1982 | Den Haag          | Niederlande        | Congresgebouw                    | 2 shows        |
| 3                   | 22. November 1982 | Paris             | Frankreich         | Olympia                          | 2 shows        |
| 4                   | 22. November 1982 | Paris             | Frankreich         | Olympia                          | 2 shows        |
| 5                   | 23. November 1982 | Frankfurt am Main | Deutschland        | Jahrhunderthalle Hoechst         |                |
| 6                   | 24. November 1982 | Hamburg           | Deutschland        | CCH                              |                |
| 7                   | 25. November 1982 | Düsseldorf        | Deutschland        | Philipshalle                     |                |
| 8                   | 26. November 1982 | Brüssel           | Belgien            | Forest National                  |                |
| 9                   | 28. November 1982 | London            | England            | Hammersmith Odeon                | 2 shows        |
| 10                  | 28. November 1982 | London            | England            | Hammersmith Odeon                | 2 shows        |
| 11                  | 29. November 1982 | London            | England            | Hammersmith Odeon                |                |
| 12                  | 30. November 1982 | London            | England            | Hammersmith Odeon                |                |
| 13                  | 1. Dezember 1982  | London            | England            | Hammersmith Odeon                |                |
| Leg 2 – Nordamerika |                   |                   |                    |                                  |                |
| 14                  | 6. Dezember 1982  | Toronto           | Kanada             | Maple Leaf Gardens               |                |
| 15                  | 7. Dezember 1982  | New York City     | Vereinigte Staaten | The Ritz Club                    |                |
| 16                  | 8. Dezember 1982  | New York City     | Vereinigte Staaten | Palladium                        | 2 shows        |
| 17                  | 8. Dezember 1982  | New York City     | Vereinigte Staaten | Palladium                        | 2 shows        |
| 18                  | 9. Dezember 1982  | Upper Darby       | Vereinigte Staaten | Tower Theatre                    | 2 shows        |
| 19                  | 9. Dezember 1982  | Upper Darby       | Vereinigte Staaten | Tower Theatre                    | 2 shows        |
| 20                  | 10. Dezember 1982 | Upper Darby       | Vereinigte Staaten | Tower Theatre                    | 2 shows        |
| 21                  | 10. Dezember 1982 | Upper Darby       | Vereinigte Staaten | Tower Theatre                    | 2 shows        |
| 22                  | 12. Dezember 1982 | Merrillville      | Vereinigte Staaten | Holiday Star Theatre             |                |
| 23                  | 13. Dezember 1982 | Chicago           | Vereinigte Staaten | Auditorium Theatre               |                |
| 24                  | 16. Dezember 1982 | Berkeley          | Vereinigte Staaten | Community Theatre                | 2 shows        |
| 25                  | 16. Dezember 1982 | Berkeley          | Vereinigte Staaten | Community Theatre                | 2 shows        |
| 26                  | 17. Dezember 1982 | Universal City    | Vereinigte Staaten | Universal Amphitheatre           |                |
| 27                  | 18. Dezember 1982 | Universal City    | Vereinigte Staaten | Universal Amphitheatre           |                |
| 28                  | 19. Dezember 1982 | Pasadena          | Vereinigte Staaten | Perkins Palace                   |                |
| Leg 3 – Nordamerika |                   |                   |                    |                                  |                |
| 29                  | 22. Januar 1983   | Houston           | Vereinigte Staaten | Music Hall                       |                |
| 30                  | 23. Januar 1983   | Houston           | Vereinigte Staaten | Music Hall                       |                |
| 31                  | 24. Januar 1983   | Fort Worth        | Vereinigte Staaten | Tarrant County Convention Center |                |
| 32                  | 25. Januar 1983   | Tulsa             | Vereinigte Staaten | Brady Theatre                    |                |
| 33                  | 26. Januar 1983   | Kansas City       | Vereinigte Staaten | Memorial Hall                    |                |
| 34                  | 28. Januar 1983   | Normal            | Vereinigte Staaten | Braden Auditorium                |                |
| 35                  | 29. Januar 1983   | Bloomington       | Vereinigte Staaten | IUB Auditorium                   |                |
| 36                  | 30. Januar 1983   | Cincinnati        | Vereinigte Staaten | Cincinnati Gardens               |                |
| 37                  | 31. Januar 1983   | Columbus          | Vereinigte Staaten | Veterans Memorial Auditorium     |                |
| 38                  | 2. Februar 1983   | Minneapolis       | Vereinigte Staaten | Northrop Memorial Auditorium     |                |
| 39                  | 3. Februar 1983   | Milwaukee         | Vereinigte Staaten | Auditorium                       |                |
| 40                  | 4. Februar 1983   | Kalamazoo         | Vereinigte Staaten | Wings Stadium                    |                |
| 41                  | 5. Februar 1983   | Ann Arbor         | Vereinigte Staaten | U-M Auditorium                   |                |
| 42                  | 7. Februar 1983   | Richfield         | Vereinigte Staaten | Coliseum                         |                |
| 43                  | 8. Februar 1983   | Pittsburgh        | Vereinigte Staaten | Stanley Theatre                  |                |
| 44                  | 9. Februar 1983   | Rochester         | Vereinigte Staaten | Community War Memorial           |                |
| 45                  | 10. Februar 1983  | Buffalo           | Vereinigte Staaten | Memorial Auditorium              |                |
| 46                  | 12. Februar 1983  | Syracuse          | Vereinigte Staaten | Onondaga County War Memorial     |                |
| 47                  | 13. Februar 1983  | University Park   | Vereinigte Staaten | Recreation Hall                  |                |
| 48                  | 14. Februar 1983  | Bethlehem         | Vereinigte Staaten | Stabler Arena                    |                |
| 49                  | 15. Februar 1983  | Montréal          | Kanada             | Forum                            |                |
| 50                  | 16. Februar 1983  | Montréal          | Kanada             | Forum                            |                |
| 51                  | 17. Februar 1983  | Amherst           | Vereinigte Staaten | Fine Arts Center                 |                |
| 52                  | 18. Februar 1983  | Boston            | Vereinigte Staaten | Orpheum Theatre                  | 2 shows        |
| 53                  | 18. Februar 1983  | Boston            | Vereinigte Staaten | Orpheum Theatre                  | 2 shows        |
| 54                  | 20. Februar 1983  | Washington, D.C.  | Vereinigte Staaten | Warner Theatre                   | 2 shows        |
| 55                  | 20. Februar 1983  | Washington, D.C.  | Vereinigte Staaten | Warner Theatre                   | 2 shows        |

## Band
- Phil Collins: Gesang, Schlagzeug, Keyboards, Klavier
- Daryl Stuermer: Gitarre, Banjo
- Chester Thompson: Schlagzeug, Percussion
- Mo Foster: Bass
- Peter Robinson: Keyboards
- Don Myrick: Saxophon
- Louis Satterfield: Posaune
- Michael Harris: Trompete
- Rahmlee Michael Davis: Trompete